# Двутактово масло
Двутактово масло е наложилото се в практиката наименование на масло за смазване на двутактови двигатели с вътрешно горене, с картерно продухване. Особеност на този вид масло за бензинови двигатели е, че то се смесва с бензина в определено съотношение за всеки двутактов двигател и се получава двутактова смес, която изпълнява ролята и на гориво, и на смазваща течност за двигателя. Съотношението масло/бензин най-често е от 1:20 до 1:50 в зависимост от типа масло и заводските инструкции по експлоатация. 
В някои двутактови двигатели маслото се налива в бензина. В част от съвременната малогабаритна техника се използва отделно подаване на масло и бензин към двигателя (те са разположени в отделни резервоари). Маслото се подава от маслена помпа, като смесването с бензино-въздушната смес се извършва по правило във всмукателния колектор зад карбуратора. Възможно е подаване на масло под налягане към лагерите на коляновия механизъм, излишъкът му се смесва с потока на бензино-въздушната смес и смазва цилиндъра. При отделно подаване маслото в двигателя също изгаря.
Някои двутактови двигатели изискват различни масла, като двутактовия дизелов двигател.
Условията за промиване, смазване и поток в предполагаемо простия двутактов двигател така или иначе са толкова сложни, че винаги си струва внимателно да се изучат инструкциите на производителя на двигателя. По-специално, и по отношение на определеното съотношение на смесване за смесено смазване.

## Изисквания
1. Двутактовото масло трябва да има добри противоизносни, смазващи, антикорозионни и термични свойства.
2. Смазочните качества на маслото не трябва да се влошават при неговото разреждане с бензин – в границите 1:50 до 1:16 като обемно съотношение.
3. Да е добре и равномерно разтворимо в бензин.
4. Да има добра течливост (когато се използва в двигатели с разделено подаване на масло).
5. Маслото трябва бързо да кондензира при разширяването на всмуканата в картера на двигателя горивна смес, с цел да се осъществи смазването на коляновия вал, мотовилката и съответните им лагери, буталния болт и стените на цилиндъра.
6. Тъй като при пълненето на цилиндъра с горивна смес част от маслото (което не е успяло да кондензира в картера) попада в него, тя изгаря впоследствие по време на работния цикъл. Това практически означава, че двутактовото масло е и гориво и затова трябва да изгаря добре, като отделя минимално количество дим, пепел и други вредни вещества и не оставя неприятна миризма.
7. Да предотвратява свързването между електродите на запалителната свещ също толкова надеждно, колкото самозапалването и запалването от горещия двигател.
8. Да не атакува уплътненията, така че да останат еластични, да не станат крехки, да не се свият, разтегнат или омекнат.
9. Да оставя възможно най-малко примеси в изпускателната система (маслен въглерод)
10. Когато се използва в малки плавателни съдове, маслото трябва да се разлага бързо, когато попадне във водата.

## Задачи и функции
По същество доброто двутактово масло трябва да направи следното:
- Защитава облицовките на цилиндрите и движещите се части на двигателя като бутала, бутални пръстени и ролкови лагери от износване чрез смазване (или намалява последните до минимум).
- Предпазва буталото от опасно задръстване или затягане (блокиране) в цилиндъра чрез смазване. По-специално за мотоциклетистите и пилотите на леки самолети, задръстването и блокирането на буталата представляват непосредствена опасност за живота.
- Предотвратява залепването на буталния пръстен, буталния емайл и запушването на изходните отвори чрез чисто изгаряне без остатъци.
- Предпазва търкалящите лагери от корозия.

## Особености
За разлика от четиритактовия двигател, чийто картер е затворен, с изключение на вентилационната си система, двутактовият двигател използва картера като част от индукционния тракт и следователно маслото трябва да се смеси с бензин, за да се разпредели в двигателя за смазване . Получената смес се нарича още премикс или петройл . Това масло в крайна сметка се изгаря заедно с горивото като системата за смазване е с пълна загуба. Това води до повишени емисии на отработени газове, понякога с излишен дим и/или характерна миризма.
Маслената основа може да бъде нефт, рициново масло, полусинтетично или синтетично масло и се смесва (или дозира чрез инжектиране) с бензин при обемно съотношение гориво към масло, вариращо от 1:16 до по-ниско от 1:100. За да се избегнат високите емисии и маслените отлагания върху свещите, съвременните двутактови двигатели, особено малки двигатели като градинско оборудване и верижни триони, сега могат да изискват синтетично масло и в противен случай могат да страдат от проблеми с омасляването.
Производителите на оригинално оборудване за двигатели (OEM) въвеждат системи за предварително впръскване (понякога известни като „авто-смазване“) на двигателите, за да работят от съотношение 1:32 до 1:100. Маслата трябва да отговарят или да надвишават следните типични спецификации: TC-W3TM, NMMA, [API] TC, JASO FC, ISO-L-EGC.
Двутактовото масло трябва да има много по-ниско съдържание на пепел в сравнение с обикновеното смазочно масло за четиритактови двигатели. Това е необходимо, за да се сведат до минимум отлаганията, които са склонни да се образуват, ако в маслото, което се изгаря в горивната камера на двигателя, има пепел. Освен това специфична разлика е, че ако двутактовото масло се смеси с бензин и не се консумира веднага, може да се превърне в твърд гел като дъвка за броени дни. Друг важен фактор е, че 4-тактовите двигатели имат различно изискване за „лепкавост“ от 2-тактовите. От 80-те години на ХХ век са разработени различни видове двутактови масла за специализирани цели, като например за извънбордови двигатели, двутактови премикси, както и по-стандартното двутактово масло за автоматично смазване (за мотоциклет). Като правило, повечето опаковки с предлагано в търговската мрежа масло имат някъде върху етикета отпечатано, че са съвместими с автоматично смазване („Autolube“) или инжекторни помпи.
Ако тези бутилки се разклатят, маслото в тях обикновено има консистенция на течен сапун за съдове. По-вискозно масло не може надеждно да премине през инжекционна система, въпреки че машината за предварително смесване може да работи и с двата типа.

## Добавяни съставки
Добавките за двутактови масла се разделят на няколко общи категории: 
- Детергент / диспергатори
- Средства против износване
- Компоненти за биоразградимост
- Антиоксиданти (цинкови съединения).

Някои от по-висококачествените включват и стабилизатор на горивото.

## Стандарти
В Русия и ОНД маслата за двутактови двигатели се произвеждат съгласно стандартите „2T“ и „TC-W3“, могат да бъдат оцветени (обикновено в синьо), което е удобно за тяхната идентификация (особено когато маслото се разтваря в бензин).
Маслата от стандарт 2T са предназначени главно за двигатели с въздушно охлаждане (верижни триони, косачки за трева, мотопеди, ръчни мотокултиватори, бензинови електроагрегати, мотоциклети, моторолери, скутери, селскостопанска техника).
Маслата от стандарт TC-W3 са предназначени за джетове и извънбордови двигатели на лодки с водно охлаждане (Outboard). За снегоходи (моторни шейни), работещи в сурови зимни условия, се предлагат специални масла с нисък вискозитет.
По съветско време на практика не се предлагат специални масла за двутактови двигатели (но в онези години е имало специални дозатори на бензиностанциите, където бензинът и маслото вече са смесени, което улеснява зареждането на двутактна техника), собствениците на мотопеди, верижни триони, извънбордови двигатели на лодки и мотоциклети са използвали моторни масла за малофорсирани четиритактови двигатели: автол, след прекратяване на производството му – автомобилните М-8В1, М-10В1, М-12В1, авиационното MС-20 (използвано в буталната авиация).
Не се препоръчва използването на масла за двигатели с висока мощност: „жигулското“ M-63/10Г, дизелните (M-8В2, M-10В2, М-12В2), защото съдържат голямо количество добавки и по време на горенето се образува голямо количество пепел. 
Силно не се препоръчва използването на употребявано моторно масло.
Американският петролен институт (API) съвместно с Европейския координиращ съвет за разработване на тестове за ефективност на смазочни материали и двигателни горива определят следните норми:
- API TC / CEC TSC-3 е името на валидния стандарт, след като процедурите за изпитване на API TA / CEC TSC-1 и API TB / CEC TSC-2 вече не могат да се извършват поради липса на тестови двигатели.
- API TD / CEC TSC-4 е специален стандарт за изпитване на двутактови масла в извънбордови двигатели.

Японска автомобилна стандартна организация заедно с Международната организация по стандартизация:
- JASO FA
- JASO FB ~ ISO EGB
- JASO FC ~ ISO EGC
- JASO FD
- ISO L-EGD поставя най-високите изисквания в тези тестови цикли, докато JASO FA осигурява само много лесно качество на смазката.

Национална асоциация на морските производители: Настоящият стандарт е NMMA TC-W3, който поставя особен акцент върху изискванията на водните спортове.
Тайландски институт за индустриални стандарти: Специално за тайландския пазар, двутактовите масла трябва да бъдат тествани съгласно стандарт TISI 1040. Поради голямата плътност на двутактовите превозни средства в Тайланд, основният фокус на този тест е върху нискодимното съдържание на двутактовото масло.

## Смесено гориво
Гориво, в което двутактовото масло се смесва с бензин или етанол за зареждане в смесена система за зареждане, се нарича смесено гориво или горивна смес. В допълнение към случаите, когато потребителят купува гориво и двутактово масло, смесва ги и след това ги излива в резервоара за гориво на двигателното оборудване, бензиностанциите в типични страни и региони обикновено са оборудвани с машина за зареждане със смесено гориво, както в Германия.
В смесеното гориво смесването на двутактово масло има лек ефект върху съотношението въздух-гориво, тъй като вискозитетът, свойството на изпаряване и съотношението на смесване са различни от тези на оригиналното гориво. Освен това, тъй като характеристиките на горене са различни от оригиналното гориво, подходящото съотношение въздух-гориво също е различно.

## Подготовка
Концентрацията на сместа масло/гориво обикновено варира от 1,5 % до 5 %. Сместа може да се приготви по два начина:
- Ръчно, чрез измерване на маслото, което трябва да се смеси и последващото добавяне и смесване с бензина: в този случай говорим за интегрирано смесване, тъй като смазката от самото начало е неразделна част от горивото.
- Автоматично, чрез използване на смесител: в този случай говорим за разделно смесване, тъй като смазката преди това не се смесва с бензина, а вместо това се инжектира отделно във всмукателния отвор.

### Ръчна подготовка
Ръчната подготовка включва използването на градуирани мерителни съдове: (обикновено градуиран цилиндър или лабораторна чаша /бехерова чаша/, като алтернатива на кана или бутилка, с които се определя необходимото количество масло за получаване на желаната концентрация. Смазочното масло по време на измерването и наливането в бензина има тенденция да остане залепнало по стените на мерителната чаша, поради което е за предпочитане да се изчака маслото да изтече от стените, за да се определи неговият обем. След като се излее най-много от маслото в бензина и престане да тече, се използва част от сместа за изплакване на мерителната чаша и почистване на стените и дъното ѝ от останалото масло, съдържанието се излива обратно в сместа и по този начин цялото масло е излято в бензина.
Удобно е да се измерва в мерни единици за обем, изразени в кубически сантиметри (cm³) или в еквивалентни милилитри (ml).

#### Ръчно изчисление
Сместа масло-бензин представлява обемно съотношение, което се предоставя от производителя на двигателя в ръководството за употреба и поддръжка. В случай на моторна косачка това се изразява, както следва:
Двутактовото масло (M) се смесва с безоловен бензин (B) в съотношение 1:30. Това означава, че е необходимо да се прибавя 1 обемна единица масло на всеки 30 обемни единици бензин.
Обемът на маслото VM, което трябва да се смеси с определен обем бензин VВ най-лесно се изчислява чрез директно разделяне обема на бензина на съотношението му спрямо маслото:
<math>\bigvee M =\ {\bigvee\ B\over 30}{\displaystyle }.
Обемът на маслото е 1/30 от обема на бензина или изразен в проценти
<math>M_B % = {\bigvee M\over \bigvee B} \ [%]\ ={1 \over 30} \times 100\ =3,33 \ %{\displaystyle }
От това обемно съотношение в проценти може да се изчисли обемът на маслото
<math>\bigvee M ={\bigvee\ B\ \times\ M_B %\ \over 100}{\displaystyle }.
Ако искаме да изчислим обема на маслото при зададени обем на готовата смес VC и обемно съотношение на маслото и бензина, трябва да се раздели обемът на сместа на сумата от 1 част масло и (в случая) 30 части бензин, при което се получава колко пропорции или обемни единици (1+30) се съдържат в сместа, и тъй като във всяка от тях има по една част масло, това е обемът на маслото:
<math>\bigvee M ={\bigvee\ C\over \ 1+30}{\displaystyle }.
Ако обемът на маслото трябва да се изчисли при зададени обем на готовата смес VC и процентно обемно съотношение на маслото и бензина, се получава формулата
<math>\bigvee M =\bigvee\ C-{\bigvee\ C\over 1 + {M_B %\over 100}}{\displaystyle },
която може да се преобразува във вида
<math>\bigvee M ={\bigvee\ C\over 100 + M_B %}\times\ M_B %{\displaystyle }.
Така получената смес ще се състои от процент масло MC %, равен на
<math>M_C % ={\bigvee M\over \bigvee C} \ [%]\ =\ {M_B %\over 100+M_B %} \times 100\ =\ {3,33\over 100+3,33} \times 100\ = 3,223{\displaystyle }
Ако трябва да се знае количеството масло VM, което се добавя към бензина, за да се получи смес с определен процент масло MC %, то се определя по формулата
<math>\bigvee M = {\bigvee C\over 100 – M_C %}\times M_C %{\displaystyle }.

### Автоматична подготовка
Този вид подготовка не изисква намеса на потребителя, тъй като сместа се получава с помощта на механичен или електрически миксер, с променлива настройка в зависимост от оборотите на двигателя и / или отварянето на входа за газа („смукача“).

## Смазване
Смазването на двигателя варира в зависимост от:
- Съотношението масло / бензин: колкото по-високо е съотношението (по-голям дял на маслото), толкова по-голямо е смазването, следователно ще има по-голямо замърсяване на двигателя, който ще трябва да се почиства по-често. Това съотношение може лесно да се променя при ръчни подготовки, докато при автоматични системи, когато е възможно, човек може да се намеси само чрез ръчката за опън на жилото за движение на газовата клапа („смукача“).
- Карбурацията: връзката между въздуха и горивото. За да се определи влиянието ѝ върху смазването, е необходимо да се разграничат двата случая:
  - Автоматично смесване: При това смесване, тъй като маслото се въвежда от помпа, винаги има същия дебит при същите работни условия като двигателя и карбурацията има относително малко влияние. Трябва да се има предвид, че в този случай мазната карбурация (богата на гориво) измива / разрежда въведеното масло повече, потенциално намалявайки полезните ефекти.
  - Ръчно смесване: В този случай, тъй като маслото се въвежда заедно с горивото, карбурацията става много важна, тъй като слабата карбурация (бедна на гориво) също определя ниско количество смазка, с възможни вредни ефекти за двигателя.

## Ефекти върху карбурацията
Преминавайки към използването на смеси с по-висок процент масло или при преминаване от отделна система за смазване към ръчна, карбурацията се обеднява, тъй като количеството масло се увеличава; следователно поведението е подобно на това, което се случва, когато притокът на гориво е по-малък.
Във всички автоматични системи за смесване току-що описаните ефекти върху изменението на карбурацията не се проявяват, тъй като маслото не се смесва предварително с бензина, а се инжектира директно в захранващата тръба.